# マリオvs.ドンキーコング 突撃!ミニランド
- マリオシリーズ > マリオvs.ドンキーコング > マリオvs.ドンキーコング 突撃!ミニランド
- ドンキーコングシリーズ > マリオvs.ドンキーコング > マリオvs.ドンキーコング 突撃!ミニランド

『マリオvs.ドンキーコング 突撃!ミニランド』（マリオ ブイエス ドンキーコング とつげき!ミニランド、英題: Mario vs. Donkey Kong: Mini-Land Mayhem!）は、任天堂より日本で2010年12月2日に発売されたニンテンドーDS用のアクションパズルゲーム。『マリオvs.ドンキーコング』シリーズの第4作目。アメリカでは同年11月14日、ヨーロッパでは2011年2月4日に発売。
シリーズ前作『マリオvs.ドンキーコング ミニミニ再行進!』と同様、タッチペンでステージ上の仕掛けを操作し、自動で歩き続けるミニマリオをゴールへ導くことを目指す。

## あらすじ
マリオが社長の「マリオ・トイ・カンパニー」が手がける新しいテーマパーク、ミニランドの開園日に新製品のおもちゃ・ミニポリーンを先着100名様にプレゼントするキャンペーンが実施。それを聞きつけてやって来たドンキーコングだったが、不運にも彼は101番目、目の前で品切れになってしまった。激怒したドンキーコングは、ミニランド開園日の特別ゲストとして来ていた本物のポリーンをミニランドの奥へと連れ去ってしまう。マリオは2体のミニマリオと共に、ミニランド内を結ぶ列車・スーパーミニマリオエクスプレスに飛び乗り、必死で追いかける。

## 登場キャラクター
マリオ
マリオ・トイ・カンパニーの社長であり、今回の舞台となる「ミニランド」のオーナー。
ポリーン
今作のヒロイン。マリオの友達でミニランド開園記念の特別ゲスト。再びドンキーコングにさらわれる。この作品からボイスが付けられた（担当声優は不明）。
ドンキーコング
新発売のおもちゃ・ミニポリーンをもらいそびれたため、腹いせに本物のポリーンをさらった。
キノピオ
ミニポリーンを貰うために並んでいた。列に並んでいなかったキノピオは大急ぎでやってきたドンキーにはじき飛ばされた（本人には悪気はない）。
ミニマリオ
マリオ・トイ・カンパニーで一番売れているおもちゃ。
ミニキノピオ / ミニピーチ / ミニDK
ミニマリオとミニポリーン以外の3種類のおもちゃ。ちなみに、今作からミニキノピオの頭の模様は青色となっている。
ミニポリーン
今作から登場した新作のおもちゃで、ドンキーコングがポリーンをさらってしまった原因でもある。

## システム
- ステージ上で至る所にいるミニマリオはタッチするか、他のミニマリオとぶつかると動き出し、足場や仕掛けを操作する事でゴールドアへと導く。1体でも敵に当たったり、障害物に当たったりすると故障してミスとなる。さらにゴールするときは全てのミニマリオでチェインゴールをしなければならない（チェイン中のカウントダウンが0になるとミス）。なお、前作の「ミニマリオをタッチして一度止まらせること」や「壁・仕掛けに当たらず、スライドして方向転換する」という操作は、今作では廃止された。
- 「てっこつ」「コンベア」「はしご」などのパーツは、リベット同士をタッチペンでスライドすることで現れる。仕掛けパーツは特定の数までしか同時に使えず、不要なパーツを消してから付け替える必要がある。マップ内に存在する「てっこつパーツ」などを取得すれば、一度に出現させられるパーツの数の上限が増加する。
- コンティニューは無制限だが、同じステージで5回ミスすると「ミニガイド」を選ぶことができる。ここではお手本が見られると共に自動でクリア扱いになり、次のステージが現れる。ただしコインやミニマリオカードは入手できず、スコアも記録されない。なお、ミニガイドを見たことによるペナルティなどは一切発生しない。

## ステージ構成
- 各アトラクションは8つのステージ、1つのDKステージ、1つのミニゲームからなる。

アトラクション1：コースターヒルズ
アトラクション2：ジャングルトレジャー
アトラクション3：ロイヤルカップ
アトラクション4：ホーンテッドハウス
アトラクション5：デザートライナー
アトラクション6：スペースアドベンチャー
アトラクション7：パイレーツキャノン
アトラクション8：スーパーホイール
- ステージの中には、鍵付きのゴールドア（鍵を持ったミニマリオしか開けられない）が登場する「ロックドアステージ」、ミニマリオ以外のおもちゃ（カプセルトイ）が登場し専用のゴールドアまで導かなければならない「マルチドアステージ」がある。

### DKステージ
各アトラクションの8つのステージをクリアすると挑戦できる。タッチペンで足場を作る事でミニマリオをスイッチまで導き、ドンキーコングに攻撃する。3ヶ所全てから攻撃すればクリアとなる。

### ミニゲーム
各階層に1つずつある。各アトラクションごとにあるミニマリオカード9枚（M・I・N・I・M・A・R・I・O）を全て手に入れると挑戦できるようになる。得点に応じてMコインが3枚まで入手できる。ストーリーが進むにつれ、各アトラクションの4ステージ目に出てきたキャラクターと同じキャラクターが出てくるようになったりする。なお、アトラクション1、3、5、7は星マークがついた箱のところにミニマリオたちを誘導するゲーム（箱の下に書かれた数字、符号によって、プラスかマイナス、得点の倍率が変わる）、アトラクション2、4、6、8は誘導するキャラクターと同じ顔の箱に誘導するゲームである。

### ファイナルバトル
アトラクション8をクリアすると、ファイナルステージが出現する。観覧車にまたがったドンキーコングに、ミニマリオを当てて攻撃する。ドンキーコングの体力およびミニマリオの数は6。また、ここでもミニマリオカードとコインが出現する。

### カウントダウンステージ
ゲーム中に獲得したMコインが5の倍数になると1ステージが出現するステージ。開始直後、「スタート!」というボタンを押すと、「3、2、1、スタート」とカウントダウンが始まり、「スタート」になった瞬間から全てのミニマリオが動き出す。なお、仕掛けなどの下準備は不可。

### スペシャルステージ
ファイナルバトルをクリアすると出現し、トロフィーをたくさんゲットするごとにステージが登場する。

### プラスモード
ファイナルバトルをクリアすると出現。ここではミニマリオ以外にも様々な種類のおもちゃが登場し、おもちゃをオーダーの番号順にゴールさせなければいけない。また、背景の色も若干異なる。

## エディタールーム
自作のステージを他の人と送受信したり、ニンテンドーWi-Fiコネクションを使って投稿できる。また、任天堂から配信されるステージをダウンロードできる。ステージは160個保存できる。

### コンテストモード
出題される「お題」に沿った自作ステージのコンテストが開かれる。コンテスト用のステージは60個保存できる。

## ステージ中でのギミック

### 仕掛け
てっこつリベット
アトラクション1（ステージ1-1）から登場するステージ中にある任意の赤いリベット。2個をタッチペンで結ぶことによって、その間にてっこつパーツを架けることができる。水平に設置して橋として利用するほか、斜めに設置すれば階段として、垂直に設置すれば壁として利用可能。急な角度で鉄骨を伸ばせば、それをトイキャラクターが滑り台のように利用し、勢いをつけて敵を倒すこともできる。
じめんブロック
アトラクション全ステージに登場する床でできた地面。トイキャラクターが階段を登ったり、ターンなどする。
スロープ（坂）
今作新たに地形が加わって、アトラクション1（ステージ1-1 滑り坂から）から登場する。普段はトイキャラクターが初の斜め歩き（ステージ1-5から登場）だが、下りは滑り台になっていることもある。
ゴールドア
アトラクション全ステージに登場。トイキャラクターがゴールにするとタイマーがなり、前作の『ミニミニ再行進』同様にタイムアップするとドアがとじ込み、ゲームオーバーとなる。
はりブロック
アトラクション1（ステージ1-1）から登場。トイキャラクターがどんな状態にふれるとミスとなる。また、敵のファイア以外にも敵キャラクターがどんな状態でもミスにはならない。盾のはりブロック（ステージ7-3から登場）もある。
マルチカプセル
アトラクション1（ステージ1-4）から登場するトイキャラクターが入ったカラーカプセル。全アトラクション-4のみのステージに登場し、トイキャラクターが接触したり落下などするとそのまま歩くようになっている。カプセルの色は別々になっており、赤色カプセル用は「ミニマリオ（ステージ1-4から登場）」、青色カプセル用は「ミニキノピオ（ステージ1-4から登場）」、桃色用カプセルは「ミニピーチ（ステージ3-4から登場）」、黄色用カプセルは「ミニDK（ステージ5-4から登場）」、水緑用カプセルは「ミニポリーン（ステージ7-4から登場）」となっている。
マルチゴールドア
アトラクション1（ステージ1-4）から登場する。同じく全アトラクション-4のみに登場し、カプセルが入ったトイキャラクターが接触して1人分ゴールとなる。ただし、全員自分のゴールドアに着いて、カプセルが入ったトイキャラクターのままだとゲームオーバーとなる。マルチゴールドアによって色は別々になっており、赤色ゴールドア用は「ミニマリオ（ステージ1-4から登場）」、青色ゴールドア用は「ミニキノピオ（ステージ1-4から登場）」、桃色用ゴールドアは「ミニピーチ（ステージ3-4から登場）」、黄色用ゴールドアは「ミニDK（ステージ5-4から登場）」、水緑用ゴールドアは「ミニポリーン（ステージ7-4から登場）」となっている。
どかん
アトラクション1（ステージ1-3）から登場する固定されている青い土管。トイキャラクターがどかんに入る事ができる。
ワープどかん
アトラクション1（ステージ1-7）から登場する色とりどりの土管。トイキャラクターが離れた場所へ移動をすることができるカラー土管。アトラクション4のドンキーコングボスステージでは土管がランダムとなって向きなど変えていく。
はしご
アトラクション1（ステージ1-6）から登場する灰色の固定した仕掛け。トイキャラクターがはしごを利用することも多いが、敵のファイアでは利用することもある。
ロックドア
アトラクション1（ステージ1-8）から登場するカギが掛かったゴールドア。マルチステージ同数みたいに、アトラクション-8のみステージとなり、キーミニマリオで利用できるが、そのままゴールになり、タイマーがかかる。キーミニマリオ以外にトイキャラクターでもゴールドアに利用できない。
イエロースプリング
アトラクション2（ステージ2-1）から登場。マップ内の所定の位置をタッチすることで、その場所に個数制限の範囲内で出現させられるジャンプ台。イエロースプリングに乗ると横方向に飛ぶ。
ピンクスプリング
アトラクション2（ステージ2-3）から登場。イエロースプリング同様にマップ内の所定の位置をタッチすることで、その場所に個数制限の範囲内で出現させられるジャンプ台。上に乗ると上方向に飛ぶ。
てっこつ
アトラクション2（ステージ2-1）から登場する固定されている仕掛けで灰色の鉄の骨。トイキャラクターがジャンプスプリングやキャノンで飛んで上に乗るが、てっこつリベットとは違いで、トイキャラクターがジャンプせずにすり抜いてしまう。なお、最初のステージエディットにも登場している。
ベルトコンベヤ
アトラクション3（ステージ3-1）から登場。固定されている灰色のコンベア。トイキャラクターが運ぶ仕掛けでもあり、また普段のてっこつとは違って、トイキャラクターがジャンプスプリングやキャノン上に飛んでもそのままぶつかって転落する事もある（ステージエディットとして）。
コンベヤリベット
アトラクション3（ステージ3-2）から登場するステージ中にある任意の紫リベット。2個をタッチペンで結ぶことによってコンベヤパーツが出現させられる。コンベヤを架けた向きにしか進めない仕組みになっており、トイキャラクターや敵の動きを制御することができる。ドンキーコングボスステージではリベット用のコンベヤの向きが変えることもある。
コンベヤスイッチ
アトラクション3（ステージ3-1）から登場。仕掛けのコンベヤ系を押せば全てのコンベヤの動きが反転する。
ウィークブロック
アトラクション3（ステージ3-2）から登場する砂でできた地形の仕掛け。前作の『ミニミニ大行進』にも登場したが、今作はトイキャラクターや敵キャラクターが上に乗ると崩れてしまうが、ハンマーやキャノン、スロープなどによって破壊することができる。
どかんパーツ
アトラクション4（ステージ4-1）から登場する緑の付け替え土管。マップ内に数か所ある所定の位置をタッチすることで出現させられるスーパーマリオシリーズでお馴染みの緑用土管。効果としては片方の土管に入ったトイキャラクターがもう片方の土管へワープするというもので、性質上マップ内に2個までしか設置できない。実はワープどかん同様に離れた場所でも移動することができる。横長の土管を足場として利用したり、縦長の土管を出現させて敵への防御壁として使うことも可能。
はしごリベット
アトラクション5（ステージ5-1）から登場。縦に並んだ青リベット2個をタッチペンで結ぶことによってはしごパーツが出現させられる。トイキャラクターの垂直移動に利用できるほか、梯子を使用する敵の動きも制御できる。
マグネットブロック
アトラクション6（ステージ6-1）から登場する磁石の床。トイキャラクターは磁石でできた壁や天井には貼り付いて進むことができる。
ブロッカー
アトラクション6（ステージ6-2）から登場する絶縁体でできたブロックである。前作の「ピンクブロック1ブロック分」と違い、本作は3ブロック分となっており、足場など作る事ができる。
マグネットローラー
アトラクション6（ステージ6-5）から登場する磁石のローラーバー。マグネットブロック中のトイキャラクターに道を裏表を反転し、動きをスライド操作できる。
ローリングキャノン
アトラクション7（ステージ7-1）から登場し、今作新たに加わった定位置で回転する黒い大砲。スイッチ付きの砲台で、中に入ったトイキャラクターを発射できる。発射の勢いで敵や砂でできたウィークブロックやカプセルといった障害物を破壊したり、飛ばされている間にすれ違ったトイキャラクターの進行方向を転換させることができる。ただしアトラクション7のドンキーコングボスステージではスロットでランダムしているためは操作はできない。
スライドキャノン
アトラクション7から登場。同上。今作新たに加わったローリングキャノンの仲間での大砲。上下（ステージ7-3から登場）、または左右（ステージ8-5から登場）に平行移動しているものの2種類がある。
ヘイホーブロック
アトラクション8（ステージ8-1）から登場。マップ内の所定の位置にカタカタヘイホーを誘導すれば、カタカタヘイホーがブロックに変化する。いずれも、ブロックに変化した敵には触れてもミスとはならない。はりブロックの上や階段などの足場を利用することができる。
サンボブロック
アトラクション8（ステージ8-3）から登場。カタカタヘイホー同様にこちらもサンボをブロックに変化させられる。いずれも、ブロックに変化した敵には触れてもミスとはならない。同上にヘイホーとは足場利用可能となる。
ビリビリスイッチ
ドンキーコングボスステージのみに登場。トイキャラクターが押すとドンキーコングにダメージを与える。
投げ物（爆誕など）
ドンキーコングボスステージのみに登場。トイキャラクターが投げ出すとドンキーコングにダメージを与える。
ロケット
ドンキーコングボスステージのみに登場。トイキャラクターが発射するとドンキーコングにダメージを与える。
タル
ドンキーコングボスステージとして登場する。ドンキーコングがゆれてミニマリオに直接当たるとミスとなる。
赤タル
ドンキーコングボスステージのアトラクション3として登場する。ドンキーコングがゆれて割れるとカタカタヘイホーになる。
ロープ物
ドンキーコングボスステージのみで、はしご同様にトイキャラクターが登って攻撃するだけになっている（アトラクション2として）。また、ドンキーコング敗北後にポリーンをさらわれたままで使用したこともある。ステージエディットには不可。
ランダムスイッチ
ドンキーコングボスステージとしてドンキーコング専用。このスイッチを押すと自分で操作する仕掛けに影響を与えることもある。
砲台
ドンキーコングファイナルボスステージとして登場する。タッチしてミニマリオを交わしたり発射することができる。
トゲ付き鉄球
ドンキーコングのファイナルボスステージとして登場する危険な仕掛け。プロペラが付いて、ミニマリオに当たるとミスとなる。
ミサイル
ドンキーコングのファイナルボスステージとして登場する危険な仕掛け。ドンキーコングにダメージを受けたりバトルの途中にドンキーコングがミサイルを発射してミニマリオに当たるとミスとなる。
観覧車
アトラクションファイナルステージとしてドンキーコング専用。無理にずらしてかわしたりすることもある。また、ライフが少なった場合には一周回すこともある。
トイボックス
アトラクション全奇数ステージ登場でミニゲームのみとなっている。トイキャラクターが中に入ると点数が増える。
バツトイボックス
アトラクション全ステージでミニゲームのみとなっている。トイキャラクターがこのボックスに入れると点数が下がる。
マルチトイボックス
アトラクション全偶数ステージ登場でミニゲームのみになっている。同じトイキャラクターがボックスに入れると点数が増える。ただし、違うトイキャラクターが違うボックスに入れるとミスとなる。ボックスの色は別々になっており、赤色ボックス用は「ミニマリオ（アトラクション1から登場）」、青色ボックス用は「ミニキノピオ（アトラクション1から登場）」、桃色用ボックスは「ミニピーチ（アトラクション3から登場）」、黄色用ボックスは「ミニDK（アトラクション5から登場）」、水緑用ボックスは「ミニポリーン（アトラクション7から登場）」となっている。

### アイテム
コイン（S・L）
アトラクション1（ステージ1-1から）から登場。Sは100スコアで、Lは500スコアとなる。
マリオコイン
アトラクション1（ステージ1-1）から登場。トイキャラクターが取るとのカウントダウンステージが遊べる用になる。
ミニマリオカード
アトラクション1（ステージ1-1）から登場。ステージとドンキーコングステージごとにトイキャラクターが「M」「I」「N」「I」「M」「A」「R」「I」「O」のそれぞれ取るとミニゲームが遊べるようになる。
ハンマー
アトラクション1から登場。ドンキーコングシリーズでお馴染み。仕掛けのウィークブロックを破壊したり、敵などを倒したりできる。ただし、ワルDK2種類は倒しても復帰し、ドッスンとパックンは倒せずにミスとなる。また、ブロック化した敵は倒してもターンに振り向く。
追加タイマー
アトラクション全ステージに登場し、ミニゲームのみになっている。トイキャラクターに触れると時間が追加される。
リベット用ピース（てっこつ・コンベヤ・はしごなど S・L）
リベット系のステージ中にSのピースは1、Lのピースは5で、あつめるとパーツがふえて使用可能となる。なお、「はしごピースL」はメインゲームのステージには登場せず、ステージエディットのみ登場している（Nintendoステージ、コンテストのサンプルでも登場した）。また、てっこつピースS（ステージ1-2から登場）・L（ステージ1-7から登場）はアトラクション1から登場し、コンベヤピースS（ステージ3-2から登場）・L（ステージ8-2から登場）はアトラクション3から登場し、はしごピースS（ステージ3-1から登場）・L（ステージエディットのみ）はアトラクション5から登場している。

### 敵キャラクター
カタカタヘイホー
アトラクション1（ステージ1-6）から登場する同作シリーズでのお馴染み、ヘイホーのおもちゃ。ウロウロしているだけで、落とさず往復している。接触するだけでミスとなる。ハンマーや滑りスロープで倒す事ができる。今作は動き出したトイキャラクターの操作は廃止となって、上に乗っても同じくミスとなる。
サーカスコング
アトラクション1（ステージ1-7）から登場するサーカスのお手玉ワルDK。トイキャラクターに触れるとジャグリングする。鉄骨などで脱出ができる。また、ハンマーやキャノンで撃退するとすぐに復帰する。
パックンフラワー & ファイアパックン
アトラクション4（ステージ4-5）から登場するスーパーマリオシリーズお馴染みのキャラクター。炎をキャッチするパックンもいる。ただしハンマーなどの攻撃技でも倒せずに、トイキャラクターがミスとなる。
ゆーれいヘイホー
アトラクション4（ステージ4-DK）から登場する幽霊のヘイホー。メインゲームのドンキーコングボスステージとして、火など当たるとミスとなる。てっこつをふせぐと消えてしまう。なお、ステージエディットには不可。
ファイア
アトラクション5（ステージ5-2）から登場する同作シリーズでお馴染みの敵で往復する。前作の『ミニミニ大行進』以来にも登場した。攻撃はしてこないが、はしごのしかけを使う事も多く、仕掛けのはりブロックに当たるとすぐに消える。なお、ドンキーコングボスステージのアトラクション8でも登場する。
キャプチャーコング
アトラクション5（ステージ5-7）から登場するトイキャラクターをカゴの中に入れてヘイホーなど同様に往復しているワルDK。ハンマーやキャノンで撃退するとカゴから抜ける。仕掛けのはりブロックも使用可能。サーカスコング同様に撃退してもすぐに復帰する。ただし、全員トイキャラクターをカゴの中に入れるとゲームオーバーになってしまう。
マグネットスパーキー
アトラクション6（ステージ6-2）から登場する磁石の仕掛けを使う敵。前作の『ミニミニ大行進』以来に登場した。マグネットブロックにある「スパーキージュネレーター」からうろちょろマグネットで移動している（仕掛けのマグネットローラーも使用可能）。作中でのメインゲームとして敵のファイアと違いにハンマーなどの攻撃技がないため、仕掛けのブロッカーを防ぐかトイキャラクターの近くじゃない安全をする。
ドッスン
アトラクション6（ステージ6-3）から登場する石の押しつぶて。トイキャラクターに近づくと押し出してつぶされてミスとなる。また、パックンシリーズ同様に石でできた敵で倒せずにミスになってしまうため、しかけのブロッカーなどでふせぐ。仕掛けのウィークブロックも破壊可能。作中でのメインゲームのステージとして、ウィークブロックに閉じ込んだミニマリオはベルトコンベヤを利用しながらウィークブロックを破壊する（スペシャルステージ-6）。
ムーチョ
アトラクション7（ステージ6-6）から登場する青違いヘイホーの仲間のおもちゃ。口から弾が5回連続出てきて、トイキャラクターに当たるとミスとなる。また、弾を打ってる途中向きが逆になって落下することもある。作中でのメインゲームのステージとして、キャノンで全てのムーチョを撃退することもある（同上）。
サンボ
アトラクション8（ステージ8-3）から登場するサボテンのおもちゃ。ヘイホーより背が高い3ブロック分であり、こちらも落とさず往復している。トイキャラクターがはしご使用している間も接触してしまうこともある。作中でのメインゲームとしてのステージでは、ハンマーなどの攻撃技が無くヘイホーと同様に、サンボスロットに入るとブロック化する事ができる。
ドンキーコング
ボスステージとして登場する。全アトラクションでは仕掛けの切り替えスイッチに対応して操作の仕掛けに影響を与えることもあり、ファイナルステージで観覧車として対決する。